# 学校法人富澤学園
学校法人富澤学園（がっこうほうじんとみさわがくえん）は、山形県山形市にある学校法人。学校法人名の由来は創立者である富沢カネによるものである。東北文教大学、東北文教大学短期大学部、東北文教大学山形城北高等学校、東北文教大学付属幼稚園を設置している。

## 年表
- 1926年 - 山形裁縫女学校（各種学校）を創設。
- 1946年 - 山形城北高等女学校（旧制高等女学校）と校名変更。
- 1948年 - 学制改革により山形城北女子高等学校（新制高等学校）と校名変更。
- 1951年 - 学校法人富澤学園を設立認可。
- 1966年 - 山形女子短期大学国文科開学。
- 1967年 - 山形女子短期大学幼児教育科開設。山形女子短期大学付属幼稚園を開園。
- 1987年 - 山形女子短期大学英文科開設。
- 2001年 - 山形女子短期大学を山形短期大学（男女共学）と校名変更。山形短期大学人間福祉科開設。山形女子短期大学付属幼稚園を山形短期大学付属幼稚園に校名変更。
- 2002年 - 山形城北女子高等学校を山形城北高等学校（男女共学）と校名変更。
- 2005年 - 山形短期大学の国文科・英文科を改組転換し、総合文化学科開設
- 2006年 - 内田鍈一理事長が設立代表者となり、社会福祉法人敬愛信の会を設立
- 2010年 - 東北文教大学 人間科学部 子ども教育学科開設。山形短期大学を東北文教大学短期大学部と校名変更。山形短期大学付属幼稚園を東北文教大学付属幼稚園と園名変更。
- 2022年 - 山形城北高等学校を東北文教大学山形城北高等学校に校名変更。

## 所在地
- 山形県山形市肴町1-13